# Пекоріно Сардо
Пекоріно Сардо (італ. Pecorino Sardo) — твердий сир сімейства Пекоріно з овечого молока традиційно виробляється на італійському острові Сардинія. Метод приготування був описаний ще в Одіссеї Гомера. У 1991 році продукт отримав національний статус DOC (захист за найменуванням місця походження), а в 1996 — його загальноєвропейський аналог PDO. Виділяють два типи сардинського пекоріно — м'який або молодий (dolce), який визріває від 20 до 60 днів, і твердий або зрілий (maturo), від двох до шести місяців. Не слід ототожнювати Пекоріно Сардо з іншим регіональним сиром Фіоре Сардо (італ. Fiore Sardo). Методи їх виробництва в цілому схожі, але мають ряд важливих відмінностей (температура коагуляції, використовувані сичужні ферменти, час копчення та інші), що впливають на кінцеві смакові якості. В результаті цього при сертифікації в Європейській комісії сири були зареєстровані як два різних продукти.

## Виробництво і використання
Пекоріно Сардо виготовляють промисловим способом на харчових підприємствах. Овече молоко з різних ферм піддається тепловій обробці до 39°С протягом 35–40 хвилин. Для коагуляції використовується фермент із сичуга телят. Отриману сирну масу заливають в ємності, що надають майбутньому сиру його характерну форму. Після короткочасної витримки в розсолі продукт недовго коптять і залишають дозрівати в холодних підвалах. Середня вага готової голівки складає 3,5 кг, трохи більше або менше в залежності від умов виробництва. Колір шкірки від темно-жовтого до темно-коричневого, на зрізі — від білого до солом'яно-жовтого кольору. Гострота смаку залежить від тривалості дозрівання. Твердий сир за майже піврічної витримки потребує регулярного контроля температури і вологості. Головки молодого Пекоріно Сардо мають висоту до 11 сантиметрів, діаметр до 18 сантиметрів і традиційно маркується етикетками зеленого кольору. Зрілий — 12 і 20 сантиметрів відповідно, етикетки сині.
Смак, на відміну від Пекоріно Романо, яскравіший і глибший, хоча останній пікантніший і солоніший. Молодий сир подають нарізаним в салатах, тертим в запіканках. Зрілий натирають для приготування соусу до макаронних виробів. Обидва види гарні в якості десерту з білими сухими винами з винограду сорту Верментіно. До Ресогіпо Sardo dolce також рекомендують молоде червоне вино з винограду Гренаш, наприклад, Cannonau di Sardegna, а до Ресогіпо Sardo maturo — вина з мускатними ароматами, сардінійськими Moscato di Sorso Sennori або Malvasia di Bosa.